# Хенниг, Клаус
Клаус Хенниг (нем. Klaus Hennig; род. 27 января 1944, Бреслау, Нижняя Силезия) — восточно-германский дзюдоист, 8-кратный чемпион ГДР (1966—1967, 1970—1972), чемпион (1970) и 5-кратный бронзовый призёр (1966—1968, 1972) чемпионатов Европы, победитель международных турниров, участник летних Олимпийских игр 1972 года в Мюнхене. Выступал в тяжёлой (свыше 93 кг) и абсолютной весовых категориях.
На Олимпиаде Хенниг выступал в тяжёлой и абсолютной весовых категориях. В тяжёлой категории Хенниг победил бельгийца Лесли Макфейла, но проиграл представителю ФРГ Клаусу Глану и занял 9-е место.
В абсолютной категории Хенниг в первой же схватке уступил французу Анджело Паризи и выбыл из борьбы за медали.
После завершения спортивной карьеры служил в армии ГДР. После воссоединения Германии работал физиотерапевтом.